# Ziegler und Klipphausen (Adelsgeschlecht)

Stammwappen derer von Ziegler und Klipphausen

Ziegler und Klipphausen ist der Name eines aus der Markgrafschaft Meißen stammenden Geschlechts, das noch 1372 unter den Bürgern von Dresden genannt wird. Das Geschlecht hatte in dieser Zeit das meißnische Münzmeisteramt inne und trat in der Folge begütert in den Landadel über. Die Stammreihe der Ziegler beginnt mit dem Ratsherrn zu Dresden, Wigand Ziegler der 1324 erstmals urkundlich auftritt und 1348 starb.
Der Beiname „von Klipphausen“ entlehnt sich dem gleichnamigen Schloss, das der Stiftshauptmann Hieronymus Ziegler auf seinem Besitz Klein-Röhrsdorf bei Meißen 1528 für sich erbauen ließ. Die Bezeichnung des Schlosses wurde fortan auch als Ortsname übernommen.

## Geschichte

### Die frühe Geschichte

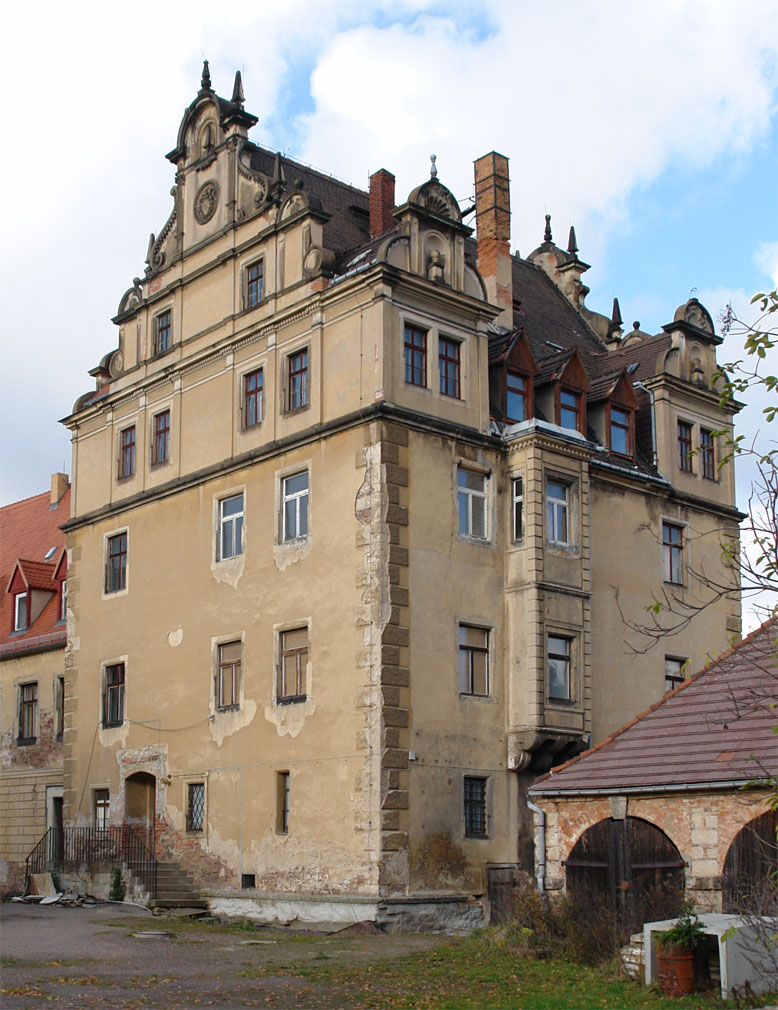
„Hohes Haus“ des Schlosses Gauernitz

Die erste gesicherte Erwähnung des Geschlechts erfolgte mit der Nennung eines Dresdener Ratsherren und Schöppen Winandus Zigeler am 10. Februar 1324 (nicht erst 1329) in einer Urkunde des Rates der Stadt Dresden an das Kloster St. Afra in Meißen. Bereits mit ihrem erstgenannten Mitglied beginnt die ununterbrochene Stammreihe der Familie. Die Söhne Wigands, Hans und Wigand II. erhielten erstmals 1369 von den Markgrafen zu Meißen das Münzmeisteramt zu Freiberg verliehen. Durch dieses Amt und den Betrieb einer eigenen Schmelzhütte an der Mulde zu Wohlstand und durch wiederholte Geldleihen in die Gunst der Landesherren gelangt, vollzog das Geschlecht im ausgehenden 14. Jahrhundert den Übertritt in den Niederen Adel der Markgrafschaft Meißen. Dieser Schritt wird dokumentiert durch den Erwerb des Rittergutskomplex Gauernitz zwischen Dresden und Meißen in den 1390er Jahren und die eheliche Verbindung mit anderen Adelsgeschlechtern der umliegenden Region.
Im Verlauf des 15. und frühen 16. Jahrhunderts traten verschiedene Mitglieder des Geschlechts in die Dienste sowohl der Markgrafen als auch der Bischöfe von Meißen. So bekleideten die Brüder Christoph († 1517) und Caspar († 1515) Ziegler je das Amt eines Amtshauptmanns von Meißen und von Schellenberg. Letzterer avancierte darüber hinaus zu einem der vier Räte während der sächsischen Statthalterschaft in Friesland und vertrat den Herzog auf dem Reichstag in Worms im Jahr 1509. Überregionale Bedeutung erlangte der ehemalige Altzeller Mönch und Schüler des Hebraisten Antonius Margaritha Bernhard Ziegler († 1552). Während seines Studiums in Leipzig lernte er die Lehren Martin Luthers kennen und gehörte sehr bald zu dessen frühesten Anhängern. Nach einer kurzzeitigen Professur in Liegnitz berief ihn Georg der Fromme von Brandenburg-Ansbach zum ersten Professor der Theologie an der Stiftsschule in Ansbach. In den folgenden Jahren gehörte er zu den Protagonisten der lutherischen Reformation in der Markgrafschaft. Nach der Einführung des evangelischen Glaubensbekenntnisses in Sachsen 1539 nahm er auf Empfehlung Melanchthons seine Lehrtätigkeit an der Leipziger Universität auf und wurde fortan wiederholt von Martin Luther zur Revision der ersten deutschen Bibelübersetzung als Experte für die hebräische Sprache herangezogen.
Hieronymus Ziegler († 1553), ein Cousin Bernhards, Freund des meißnischen Bischofs Johann VIII. von Maltitz und Stiftshauptmann von Wurzen, ließ sich 1528 auf seinem Besitz Klein-Röhrsdorf unweit von Gauernitz ein spätgotisches Schloss errichten, das er Klipphausen nannte. Die von ihm begründete Linie der Familie nannte sich fortan Ziegler von Klipphausen beziehungsweise von Ziegler und Klipphausen, während die Hauptlinie auf Gauernitz sehr bald verarmte, ihren Stammsitz 1595 verkaufen musste und schließlich 1601 im Mannesstamm erlosch. Wenngleich auch die Linie von Ziegler und Klipphausen fortblühte, war auch diese 1564 gezwungen aus finanzieller Not ihren namengebenden Besitz zu veräußern und auszuwandern.

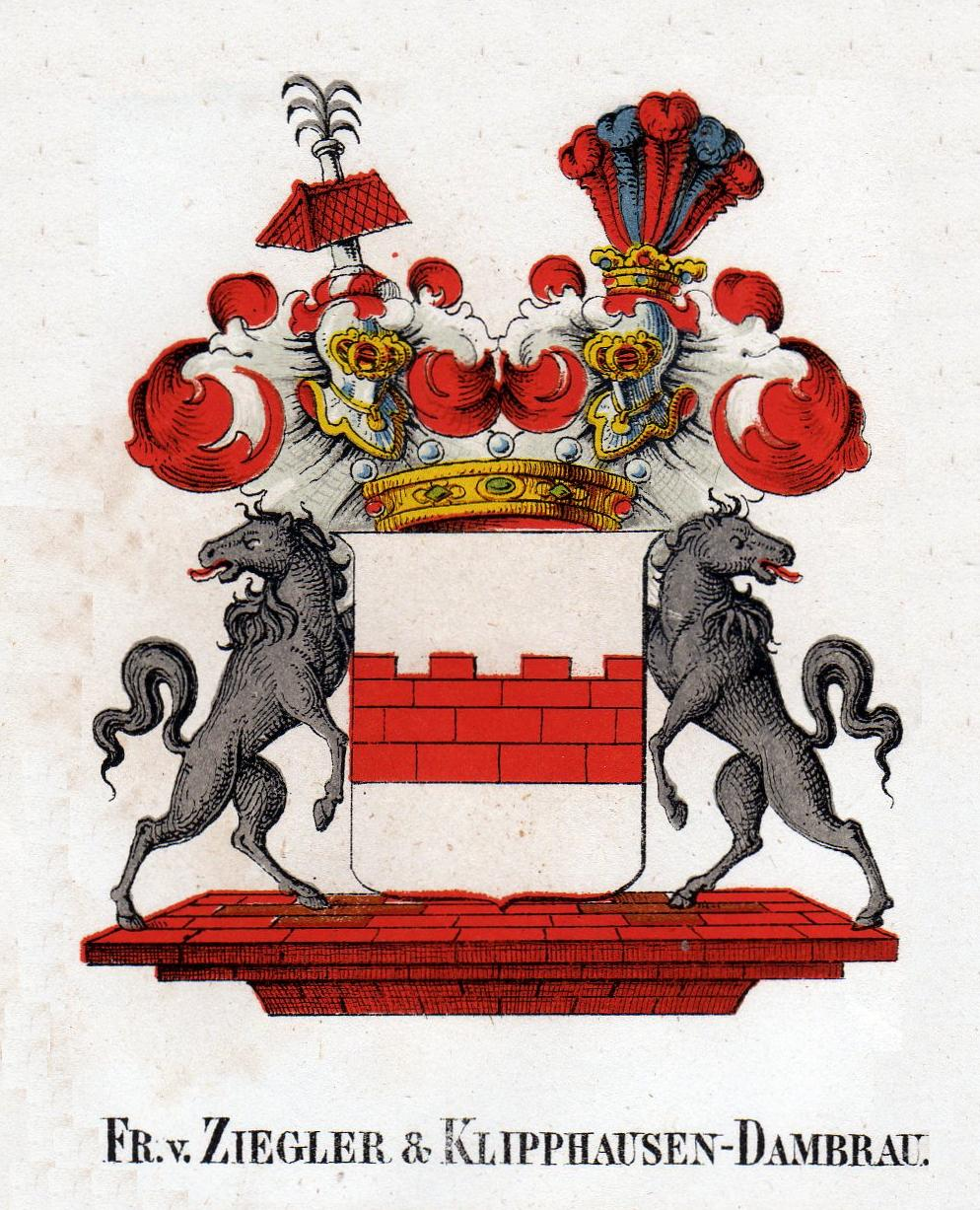
Wappen der Freiherren von Ziegler und Klipphausen-Dambrau

### Preußisch-Schlesische Linie (Linie Dambrau)
Ein Sohn des Hieronymus, Christoph Johann Ziegler von Klipphausen, trat in preußische Dienste und konnte schließlich mit Lawnilassek neuen Gutsbesitz in Ostpreußen erwerben und begründete so die preußische Linie der Familie, welche sich in drei Zweige teilen sollte. Am 12. März 1765 erhielt Johann Georg Ziegler von Klipphausen (1737–1807) das schlesische Inkolat und wurde wenig später Anteilseigner von Pawonkau im Kreis Lublinitz in Schlesien. In zweiter Ehe mit einer Komtess Schack von Wittenau verheiratet, erwarb er im Mai 1787 die Herrschaft Dambrau im Kreis Falkenberg. Dessen Sohn, Ludwig Heinrich Wilhelm, wurde am 15. Oktober 1840 in Berlin in den erblichen Freiherrenstand mit dem Namen von Ziegler und Klipphausen-Dambrau erhoben. Bereits in der nächsten Generation verkaufte Theodor Carl Wilhelm 1873 die Herrschaft an das fürstliche Haus Hatzfeld-Wildenburg, wodurch dessen Nachkommen den an das Gut Dambrau gebundenen Freiherrenstand verloren. Der preußisch-schlesische Zweig der Familie erlosch endgültig im Jahr 1953.

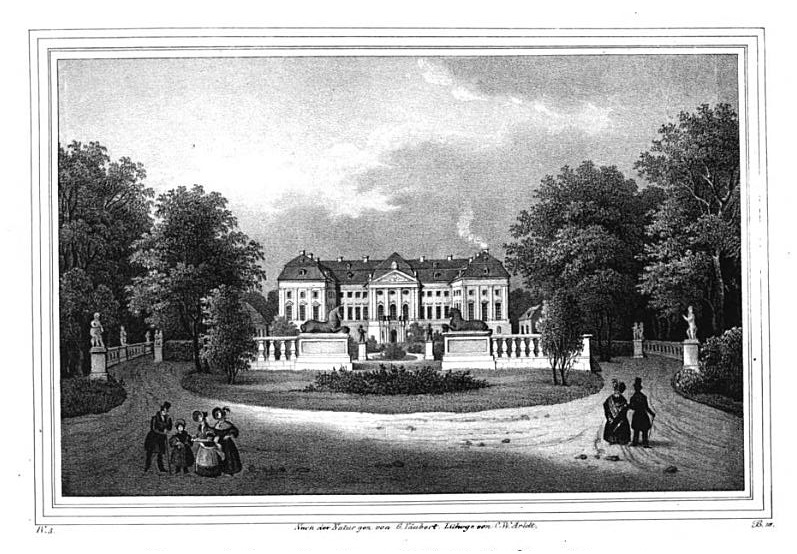
Lithographie von Stift Joachimstein aus dem Jahr 1839

### Oberlausitzer Linie (Linie Gröditz)
Ein weiterer Sohn des Hieronymus, Christoph Ziegler von Klipphausen († 1587), spätestens aber dessen Sohn Wolfgang († 1621) gelangte in den Pfandbesitz von Gröditz bei Weißenberg in der Oberlausitz und begründete so die Oberlausitzer Linie des Geschlechts von Ziegler und Klipphausen. Durch die Ehe Wolfgangs mit Catharina Anne von Mauschwitz aus dem Haus Armenruh in Schlesien gelangte der Sohn Dr. Joachim Johann († 1630) vermutlich auf dem Erbweg in den Besitz der böhmischen Herrschaft Rokitnitz, welche dieser jedoch als Protestant aufgrund der schwelenden Religionskonflikte in Böhmen im Jahr 1627 gegen das Oberlausitzer Gut Obercunewalde eintauschte. Cunewalde bildete seit diesem Zeitpunkt den neuen Stammsitz der Familie in der Oberlausitz, der fortan bis in das 20. Jahrhundert in deren Besitz blieb.
Einen besonderen Zweig der Familie stiftete Heinrich Anshelm der Ältere von Ziegler und Klipphausen († 1684), ein Sohn Joachim Johanns, mit dem Erwerb des Rittergutes Radmeritz von seiner Mutter Anna Marie, geborene von Rechenberg. Seine Söhne Heinrich Anshelm der Jüngere und Joachim Siegismund von Ziegler und Klipphausen zählen zu den bekanntesten Mitgliedern der Familie. Heinrich Anshelm († 1696), welcher Stiftsrat in Wurzen war und zuletzt auf Liebertwolkwitz saß, betätigte sich als Historiker und Schriftsteller. Er sollte mit seinem Barockroman Asiatische Banise eines der berühmtesten literarischen Werke des ausgehenden 17. Jahrhunderts schaffen. Sein Bruder Joachim Siegismund († 1734) übernahm den väterlichen Besitz und konnte dessen wirtschaftlichen Erfolg fortsetzten. Da er jedoch kinderlos blieb, stiftete er 1722 das Freie Weltadlige Evangelische Fräuleinstift Joachimstein, dessen Heimstatt in Radmeritz mit seinem großen Schlosskomplex auch ein herausragendes Beispiel der sächsischen Barockarchitektur bildet.
Friedrich Wilhelm Otto von Ziegler und Klipphausen auf Niedercunewalde und Pielitz wurde am 4. Februar 1883 in den österreichischen Freiherrenstand erhoben. Mit dem kinderlosen Tod seines Sohnes Friedrich Adolph Rudolph Freiherr von Ziegler und Klipphausen im Jahr 1919 verschwand jedoch die Familie endgültig aus der Oberlausitz. Lediglich ein Nebenzweig der Oberlausitzer Linie, welcher schon im 19. Jahrhundert nicht mehr in der Region ansässig war, blühte als einziger der Familie noch fort, ist aber nunmehr inzwischen ebenso im Mannesstamm erloschen.

## Wappen
Das Stammwappen – erstmals 1416 nachgewiesen – zeigt in Silber einen vierzinnigen rote Mauerbalken. Auf dem Helm mit rot-silbernen Decken eine durch ein rotes Ziegeldach gesteckte silberne Säule, bestückt mit sechs schwarzen Hahnenfedern.

## Stiftung
Die Familie gründete ein Stipendium-Fundation im Fräuleinstift Joachimstein in Radmeritz für Fräulein, die die Verwandte des Stifters sind. Sie sollten, wenn möglich, von Oberlausitzer Rittergutsbesitzern abstammen.

## Personen

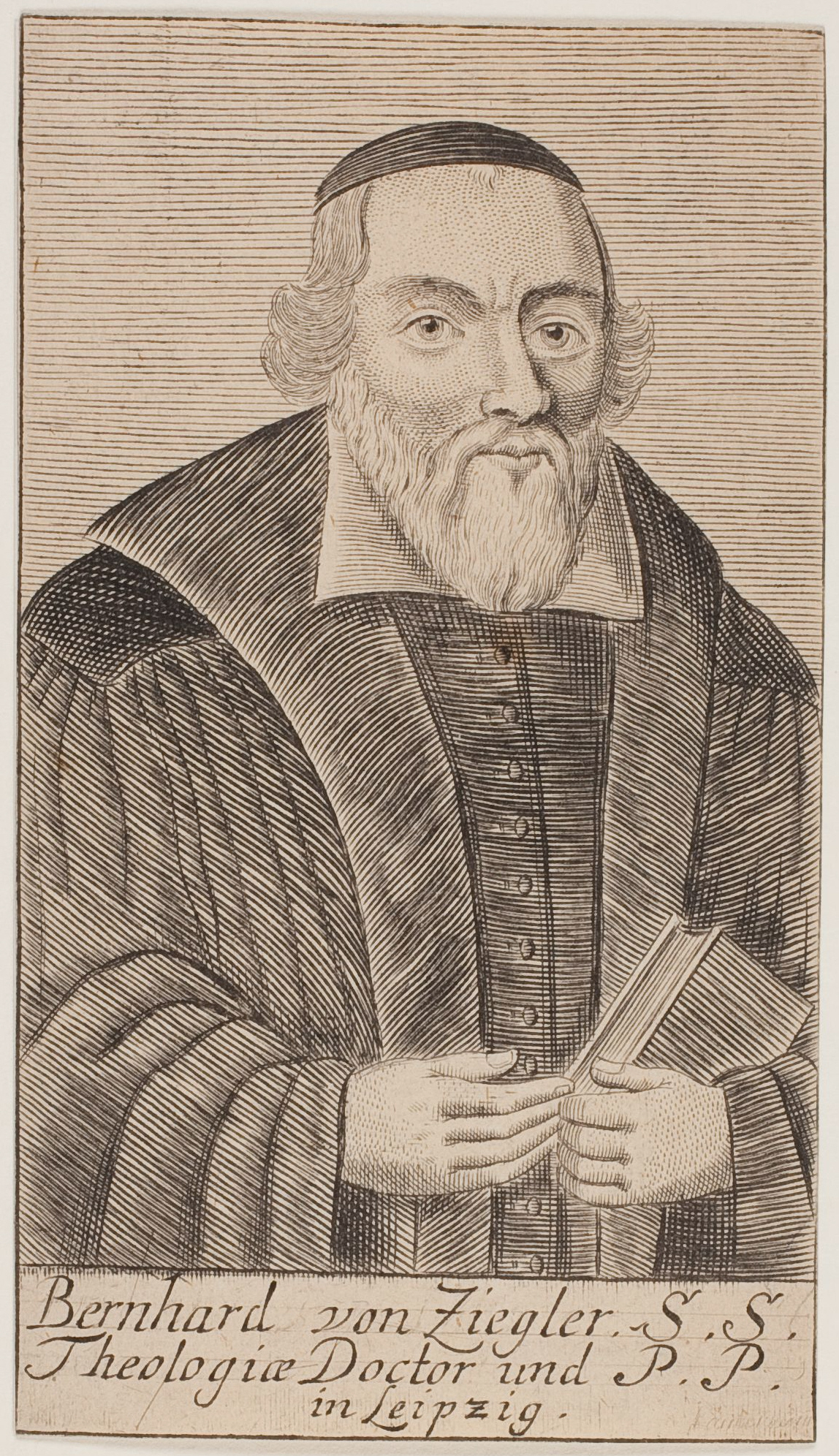
Bernhard Ziegler (1496–1552)

- Brüder Hans und Wigand II. Ziegler (2. Hälfte 14. Jh.), markgräflich-meißnische Münzmeister in Freiberg
- Caspar Ziegler († 1515), Amtmann, herzoglich-sächsischer Rat und Hauptmann in Friesland
- Bernhard Ziegler (1496–1552), evangelischer Theologe und Hebraist, Reformator, lehrte in Liegnitz, Ansbach und Leipzig, Freund und Unterstützer Martin Luthers und Philipp Melanchthons
- Hieronymus Ziegler von Klipphausen († 1553), bischöflich-meißnischer Stiftshauptmann in Wurzen, Erbauer des Schlosses Klipphausen
- Carl Gottlob von Ziegler und Klipphausen (1650–1715), königlich-polnischer und kurfürstlich-sächsischer General und Kommandant der Festung Königstein
- Auguste von Ziegler und Klipphausen, geb. Prenzel von Bucherfeld (1793–1852), deutsche Malerin
- Carl Friedrich Wilhelm August von Ziegler und Klipphausen (um 1770–1841), Rittergutsbesitzer, für die Oberlausitz auf Lebenszeit gewählter Abgeordneter der Rittergutsbesitzer im Sächsischen Landtag 1833/34, 1836/37, 1839/40
- Charlotte Juliane von Ziegler und Klipphausen (1778–1837), Ehefrau des Georg Karl Sigmund Gotthard Tobias Graf von Haslingen (* 22. März 1779)
- Heinrich Anselm von Ziegler und Kliphausen (1663–1697), deutscher Romanschriftsteller
- Heinz von Ziegler und Klipphausen, Oberst i. G., Truppenkommandeur in Afrika, Ia der 87. Division: 26. August 1939 – 21. August 1942 dann Ia der 90. Leichten Division; Chef des Generalstabs I. Armeekorps 5. März 1944 bis April 1945; Deutsches Kreuz in Gold.
- Joachim Sigismund von Ziegler und Klipphausen (1660–1734), Mäzen, Bauherr und Stifter des Fräuleinstiftes Joachimstein
- Kurt von Ziegler und Klipphausen (1888–1918), Rittmeister im Jäger-Regiment zu Pferde Nr. 2 und Kriegsflieger im Ersten Weltkrieg, gefallen als Beobachter der FA 305 an der Palästina-Front: die Maschine wurde bei Qasr el Azraq (130 km östlich Amman) abgeschossen. Bei Darʿā in Südsyrien bestattet wurde das Grab später verwüstet.
- Ludwig Heinrich Wilhelm Freiherr von Ziegler und Klipphausen-Dambrau (1770–1845), preußischer Freiherrenstand Berlin 15. Oktober 1840, Herr auf Dambrau, königlich-preußischer Geheimer Regierungsrat und Landrat des Kreises Falkenberg, Abgeordneter des dritten schlesischen Provinziallandtages in Breslau für die Kreise Brieg, Oppeln, Creuzburg und Falkenberg
- Wolf von Ziegler und Klipphausen (1854–1909), Theologe in der christlichen Jugendbewegung
- Helene Voigt, geb. von Ziegler und Klipphausen (1857–1924) (Pseudonym: Hella/Francesca von Limpurg), deutsche Schriftstellerin, nicht identisch mit Helene Voigt-Diederichs

## Bautätigkeiten

Schloss Klipphausen

Folgende Bauwerke gehen auf Mitglieder der Familie Ziegler beziehungsweise von Ziegler und Klipphausen zurück:
- Wohnturm in Dresden-Lockwitz, wohl erbaut durch Paul Ziegler († ca. 1421/22) um 1410, heute Kirchturm der Schlosskirche Lockwitz
- Schloss Klipphausen, 1528 erbaut durch Hieronymus Ziegler († 1553), erhalten, saniert, heute Klipphausener Gemeindeamt und Mietwohnungen
- „Hohes Haus“ (Wohnturm) in Gauernitz, um 1530/40 erbaut durch Baltzer Ziegler († 1559), im Schloss Gauernitz aufgegangen, Ende 19. Jahrhundert im Neorenaissancestil überformt, im Kern erhalten
- Kirche Nostitz, bis 1679 anstelle einer älteren Kapelle erbaut durch Joachim Ernst von Ziegler und Klipphausen († 1682), erhalten
- Altes Schloss Nostitz, Umbau der mittelalterlichen Burganlage um 1680 durch Joachim Ernst von Ziegler und Klipphausen († 1682), 1813 ausgebrannt, Ruine erhalten
- Ortsteil Klipphausen der Gemeinde Cunewalde, ab 1681 angelegt durch Wolf Rudolph von Ziegler und Klipphausen (1622–1685) und seinen Sohn Ferdinand Rudolph (1653–1720) zur Ansiedlung böhmischer und schlesischer Glaubensflüchtlinge.
- Kirche Radmeritz, vor 1700 bis 1713 erbaut durch Joachim Sigismund von Ziegler und Klipphausen (1660–1734), überwiegend erhalten, heute katholisch
- Stift Joachimstein (Radmeritz), erbaut durch Joachim Sigismund von Ziegler und Klipphausen (1660–1734), Marstall 1697, Stiftsschloss ca. 1710–1728 (Architekt: Christoph Beyer u. a.), Rentamt 1726, Gartenpavillons bis 1722, überwiegend erhalten, teilweise saniert, heute privat
- Schloss Daubitz, 1720 erbaut durch Christian August von Ziegler und Klipphausen (1692–1750), zwischen 1875 und 1895 parkseitiger Altananbau, überwiegend erhalten, heute privat aber Leerstand
- Schloss Wurschen, 1720 erbaut bei Beibehaltung älterer Bauteile der Wasserburg durch Rudolph Wilhelm von Ziegler und Klipphausen (1688–1749), erhalten, saniert, heute private und öffentliche Nutzung
- Kirche Wehrsdorf, 1725 erbaut durch Wolf Rudolph von Ziegler und Klipphausen (1693–1756), erhalten, saniert
- Ortsteil Zieglertal der Gemeinde Cunewalde, ab 1781 angelegt durch Friedrich Wilhelm von Ziegler und Klipphausen (1723–1792)
- Schloss Preititz, 1789 erbaut durch Ferdinand Rudolph von Ziegler und Klipphausen (1728–1791), erhalten, heute Wohnungen